# Earl Bell
Earl Bell (* 25. August 1955 in Ancón, Panama) ist ein ehemaliger US-amerikanischer Stabhochspringer. Er stellte einen Weltrekord auf und nahm an drei Olympischen Spielen teil.

## Karriere
Ins Rampenlicht der Öffentlichkeit trat er 1975, als er als Student der Arkansas State University bei den Panamerikanischen Spielen in Mexiko-Stadt die Goldmedaille gewann. Im Jahr 1986 nahm er an den Goodwill Games in Moskau teil und gewann Bronze.
Earl Bell ist heute als Trainer tätig. Zu den von ihm betreuten Athleten zählen u. a. der amerikanische Rekordhalter Jeff Hartwig, der Silbermedaillengewinner der Hallenweltmeisterschaften 2001 Tye Harvey sowie die Olympiafinalisten Kellie Suttle und Chad Harting,
Im Jahr 2002 wurde Earl Bell in die Hall of Fame aufgenommen.

## Platzierungen
- Olympische Spiele
1976 in Montreal: Sechster mit 5,45 m (Diese Höhe übersprangen der Viert- bis Siebtplatzierte; Siegeshöhe von Tadeusz Ślusarski 5,50 m)
1980 in Moskau: Wegen Boykott der USA nicht teilgenommen
1984 in Los Angeles: BRONZE mit 5,60 m (gemeinsam mit dem Franzosen Thierry Vigneron) hinter Pierre Quinon (F) mit 5,75 m und Mike Tully (USA) mit 5,65 m
1988 in Seoul: Vierter mit 5,70 m hinter drei sowjetischen Springern: Serhij Bubka mit 5,90 m, Rodion Gataullin mit 5,85 m und Grigori Jegorow mit 5,80 m

- Weltmeisterschaften
1987 in Indianapolis (Halle): Silber hinter Serhij Bubka und vor Thierry Vigneron
1987 in Rom: Fünfter mit 5,70 m (Siegeshöhe von Serhij Bubka: 5,85 m)

- Nationale Meisterschaften
US-Meister 1976, 1984 und 1990
US-Hallenmeister 1980, 1984 und 1987
NCAA-Meister 1975 und 1976 (Freiluft und Halle) sowie 1977 (Freiluft)

## Rekorde
- Weltrekord mit 5,67 m am 29. Mai 1976 in Wichita, jedoch schon knapp einen Monat später von seinem Landsmann David Roberts auf 5,70 m verbessert.
- US-amerikanischer Rekord mit 5,80 m, erzielt am 9. Juni 1984 in San José